# Orden Georgs I.

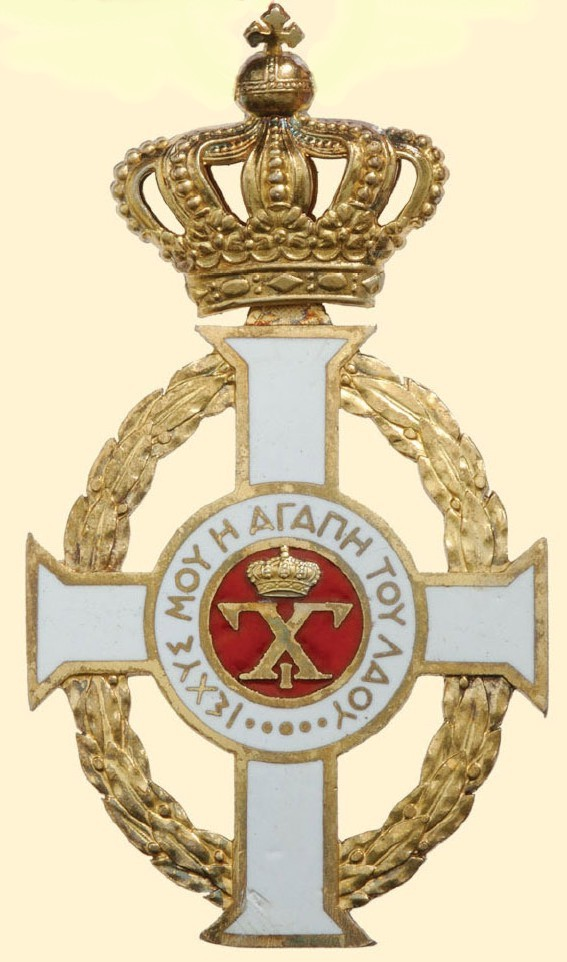
Orden Georgs I.

Der Orden Georgs I. (griechisch Βασιλικό τάγμα του Γεωργίου Α Vasiliko tagma tou Georgiou A) wurde am 16. Januar 1915 durch König Konstantin I. von Griechenland als Zivil- und Militärverdienstorden für In- und Ausländer gestiftet, um seines am 18. März 1913 in Thessaloniki ermordeten Vaters, Georg I. von Griechenland, zu gedenken.

## Ordensklassen
Der Orden bestand aus fünf Klassen sowie einer Medaille in drei Stufen (Gold, Silber und Bronze)
- Großkreuz
- Großkommandeur
- Kommandeur
- Ritter I. Klasse
- Ritter II. Klasse
- Medaille

## Ordensdekoration
Das Ordenszeichen ist ein vergoldetes, weißemailliertes Tatzenhochkreuz, durch dessen Kreuzarme außen ein Lorbeerkranz verläuft und das von einer Königskrone überragt ist. Im rotemaillierten Medaillon, die gekrönten Lettern Γ1 (Georg I.). Das Medaillon ist von einem ebenfalls weißemaillierten, goldgeränderten Reif umschlossen. Darin in goldenen Lettern die Inschrift ΙΣXΥΣ MOΥ H AΓAΠH TOΥ ΛAOΥ (Die Liebe des Volkes meine Stärke).
Für Militärverdienste wurde die Dekoration mit gekreuzten Schwertern durch die Kreuzwinkel verliehen.

## Trageweise
Getragen wird das Großkreuz an einer Schärpe von der linken Schulter zur rechten Hüfte sowie mit einem achtstrahligen silbernen Bruststern auf dem das Ordenszeichen aufliegt. Großkommandeure tragen einen vierstrahligen Bruststern sowie einen Halsorden, Kommandeure nur denselben. Das Ritterkreuz (die II. Klasse ist aus Silber) sowie die Medaille wird am Band auf der linken Brustseite getragen.
Das Ordensband ist rot.

## Sonstiges
Mit Errichtung der Republik im Jahre 1924 zunächst aufgehoben, aber 1935 mit der Wiedereinführung der Monarchie neu errichtet. 1973 nach dem Ende der Monarchie von der Militärregierung abgeschafft und am 18. August 1975 durch den Orden der Ehre ersetzt.